# Bennie Green

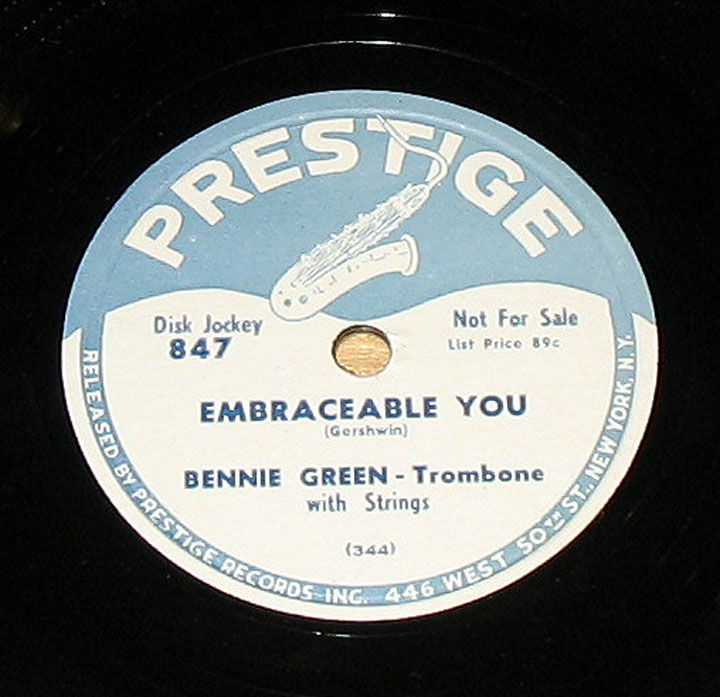
Płyta z utworem Embraceable You
w wykonaniu Benniego Greena

Bennie Green (ur. 16 kwietnia 1923 w Chicago, zm. 23 marca 1977 w San Diego) – afroamerykański puzonista jazzowy.

## Życiorys
Dorastał w muzykalnej rodzinie. Jeden z jego braci grał na saksofonie tenorowym w zespole trębacza Roya Eldridge’a. Był absolwentem renomowanej DuSable High School, w której wykształcenie muzyczne pobierał pod okiem nauczyciela wielu znanych artystów – Waltera Dyetta. Po ukończeniu szkoły zaczął grać zawodowo w lokalnych zespołach. Na początku lat 40. saksofonista i klarnecista Budd Johnson polecił go pianiście Earlowi Hinesowi, z którym później współpracował do 1948 z dwuletnią przerwą na służbę wojskową.
Na przełomie lat 40. i 50. najpierw przez krótki czas grał w zespole saksofonisty Gene’a Ammonsa, a następnie w formacji Charliego Ventury. Od 1951 do 1953 ponownie występował z Hinesem.
Przez następne kilkanaście lat prowadził własny zespół o zmiennym składzie. Ponadto pracował jako sideman. Był poszukiwanym muzykiem studyjnym. Nagrywał z tak znanymi wykonawcami, jak pianiści Count Basie i Sonny Clark, kontrabasista Paul Chambers, wokalistka Sarah Vaughan, trębacz Art Farmer, saksofoniści Eddie „Lockjaw” Davis, Ike Quebec, Al Cohn i Booker Ervin, puzoniści Melba Liston, Bob Brookmeyer, Slide Hampton, oraz perkusiści Jo Jones i Elvin Jones. W 1968 wziął udział w zarejestrowanym na płycie Drugim Świętym Koncercie (Second Sacred Concert) Duke’a Ellingtona, którego premiera odbyła się w Katedrze Świętego Jana Bożego w Nowym Jorku. W 1969 przeniósł się do Las Vegas, gdzie niemal do końca życia pracował w orkiestrach hotelowych. Okazjonalnie wyjeżdżał, żeby wziąć udział w znaczącej imprezie. W 1972 wystąpił w nowojorskiej edycji festiwalu Newport i grał w towarzyszących mu i rejestrowanych jam sessions.

### Muzyka
Był jednym z nielicznych puzonistów, których gra nie uległa wpływowi stylu J.J. Johnsona. Jego instrument miał przyjemny ton i pełne brzmienie, wywodzące się od tradycjonalistów takich jak Trummy Young. Jego gra nawiązywała do epoki swingu, ale jednocześnie była dostosowana do nowych stylów – bebopu i hard bopu oraz otwarta na elementy R&B.
W swoim dorobku fonograficznym ma dziesiątki płyt nagranych jako lider i sideman. Współpracował z wieloma wytwórniami, m.in. Jubilee, Prestige, Blue Note, Enrica, Time, Decca, Bethlehem, Pablo, Vee-Jay i Columbia.

## Dyskografia

### Jako lider lub współlider
- 1955 Bennie Green Blows His Horn (Prestige)
- 1956
  - Bennie Green with Art Farmer (Prestige)
  - Blow Your Horn (Decca)
  - Walking Down (Prestige)
- 1958
  - Back on the Scene (Blue Note)
  - Soul Stirrin’ (Blue Note)
  - The 45 Session (Blue Note)
- 1959
  - The Swingin’est (Vee-Jay)
  - Walkin’ & Talkin’ (Blue Note)
- 1960 Bennie Green Swings the Blues (Enrica)
  - Glidin’ Along (Jazzland)
  - Hornful of Soul (Bethlehem)
- 1964 Sonny Stitt–Bennie Green – My Main Man (Argo Records)
- 1980 Minor Revelation (Blue Note)

### Jako sideman
Z Countem Basiem
- 1961 Basie Rides Again (Verve)

Z George’em Bensonem
- 1967 The George Benson Cookbook (Columbia)

Z Buckem Claytonem
- 1955 Jumpin’ at the Woodside (Columbia)
- 1956 All the Cats Join In (Columbia)

Z Milesem Davisem
- 1956 Miles Davis and Horns (Prestige)

Z Dukem Ellingtonem
- 1968 Second Sacred Concert (Fantasy)
- 1979 Up in Duke’s Workshop (Pablo)

Z Bookerem Ervinem
- 1967 Booker ’n’ Brass (Pacific Jazz)

Z Earlem Hinesem
- 1985 Varieties! (Xanadu)

Z Jo Jonesem
- 1955 The Jo Jones Special (Vanguard)
- 1960 Smooth Jazz (Everest)

Z Melbą Liston
- 1959 Melba Liston and Her 'Bones (Metrojazz)

Z Howardem McGhee
- 1960 Dusty Blue (Parlophone)

Z Ikem Quebecem
- 1981 Congo Lament (Blue Note)
- 1987 Easy Living (Blue Note)

Z różnymi wykonawcami
- 1955 Jazz Workshop – Volume 2 – Trombone Rapport – J.J. Johnson–Kai Winding–Benny Green–Willie Dennis (Debut Records)
- 1956 Trombone by Three – J.J. Johnson–Kai Winding–Benny Green (Prestige) – kompilacja

Z Sonnym Stittem
- 1964 My Main Man (Argo)
- 1966 Pow! (Prestige)

Z Sarą Vaughan
- 1955 Sarah Vaughan in Hi-Fi (Columbia)

Z Charliem Venturą
- 1955
  - It’s All Bop to Me (RCA Victor)
  - Jumping with Ventura (EmArcy)

Z Joem Williamsem
- 1964 Everyday I Have the Blues (Savoy)

Z Kaiem Windingiem i J.J. Johnsonem
- 1956 Kai and Jay, Bennie Green with Strings (Prestige)

Zestawienie wg dat wydania płyt